# Leo Rey
Cecil Leonardo Leiva Reyes, mais conhecido pelo seu nome artístico Leo Rey (Viña del Mar, 30 de novembro de 1979), é um cantor chileno de cúmbia, ex-vocalista do grupo La Noche e atual líder da banda Leo Rey y Las Estrellas de La Noche.

## Discografia

### Álbuns
- Com La Noche:
  - Amor entre sábanas (2006)
  - La Noche En Vivo (2007)
  - En tu cuarto (2008)
  - La Noche Buena (2009)
  - La Noche En Vivo (2009)
  - El Reencuentro (2012)
- Carreira solo:
  - Sigue el sabor (2011)
  - Simplemente (2014)

### Singles
| Ano  | Canção                        | Posição               | Álbum          |
| Ano  | Canção                        | CHI                   | Álbum          |
| ---- | ----------------------------- | --------------------- | -------------- |
| 2010 | "Quiero ser más que tu amigo" | 62                    | Sigue el sabor |
| 2010 | "Te sigo amando"              | 71                    | Sigue el sabor |
| 2011 | "Señor juez"                  | -                     | Sigue el sabor |
| 2013 | "Con todas mis fuerzas"       | 15[carece de fontes?] | Simplemente    |
| 2014 | "Dame más"                    | 15[carece de fontes?] | Simplemente    |
| 2014 | "Mortal Kumbiat"              |                       | TBA            |